# Мировое турне Roxette 2014—2015 годов
Мировое турне Roxette 2014—2015 годов — серия концертов и выступлений шведской поп-рок группой Roxette, которая проходит в 2014—2015 (и, предположительно, 2016) годах по всему миру. Турне приурочено к выходу нового студийного альбома, работа над которым близится к завершению, а также к 30-летнему юбилею группы. По заявлению Пера Гессле, фронтмена группы, тур будет охватывать всю планету.

## Описание тура
О туре было объявлено задолго до его начала. За пару недель до первого концерта во Владивостоке в официальном фейсбуке Roxette Official появилось изображение логотипа тура. На нем написано: Roxette 30th Anniversary Tour =XXX=. С учётом того, что днём рождения группы считается 8 июля 1986 года, когда свет увидел первый сингл «Neverending Love», это даёт основания предполагать, что гастроли продлятся до 2016 года. Именно тогда музыканты отметят тридцатилетие творческой деятельности в составе коллектива.
Тур охватывает всю планету, стартуя в России, Прибалтике и Финляндии, продолжается в Австралии, Европе. Планируются выступления в Новом Свете.
К началу тура был выпущен специальный буклет. Фотографии для него (в частности, Пера Гессле в красном пиджаке) исполнила шведская фотограф Эммели Ослин (швед. Emmelie Åslin).
Отыграв первые 15 концертов в 2014 году в России и Прибалтике, Roxette продолжат тур в совершенно ином антураже. В Великобритании создаются новые декорации и оформление сцены. Этим занимается Patrick Woodroffe and Stufis, та же компания, которая работает с Леди Гага и Rolling Stones. Также планируются дополнительные репетиции перед началом австралийской части тура, что может говорить об изменении в сет-листе.

## Музыканты
- Пер Гессле — гитара, вокал, губная гармошка
- Мари Фредрикссон — вокал, бэк-вокал, клавишные
- Кларенс Эверман — клавишные
- Кристофер Лундквист — гитара, электро-гусли, бэк-вокал
- Пелле Альсинг — ударные
- Магнус Бёрьессон — бас-гитара, бэк-вокал
- Деа Норберг — бэк-вокал, перкуссия, клавишные

## Список городов, стран и дат выступлений

### 2014 год
| Дата концерта | Город/страна            | Арена                     | Примечания |
| ------------- | ----------------------- | ------------------------- | --- |
| 28 октября    | Владивосток, Россия     | Фетисов-Арена             | На представлении музыкантов гитарист группы Кристофер Лундквист сыграл песню «Владивосток-2000» (YouTube) группы Мумий Тролль. |
| 30 октября    | Хабаровск, Россия       | Платинум Арена            | |
| 2 ноября      | Красноярск, Россия      | ДС им. Ивана Ярыгина      | |
| 4 ноября      | Новосибирск, Россия     | Клуб «Отдых»              | Изначально выступление планировалось в выставочном центре Новосибирска, но в последний момент арена была заменена. Две песни из оригинального сет-листа не были исполнены, а именно «Perfect Day» и «Queen of Rain». После исполнения песни «The Look» группа поклонилась и покинула сцену. |
| 7 ноября      | Магнитогорск, Россия    | Арена-Металлург           | |
| 9 ноября      | Екатеринбург, Россия    | КРК «Уралец»              | По сообщениям прессы концерт посетили 5000 зрителей. Газета, написавшая статью о концерте, однако ошиблась, указав, что группа отмечает 25-летие. На самом деле коллектив празднует 30 лет. На представлении музыкантов гитарист группы Кристофер Лундквист сыграл «Песенку о медведях» (YouTube) из фильма «Кавказская пленница». |
| 12 ноября     | Саратов, Россия         | Ледовый дворец «Кристалл» | |
| 14 ноября     | Ростов-на-Дону, Россия  | Дворец спорта             | На представлении музыкантов гитарист Лундквист исполнил «Смуглянку» (YouTube). |
| 16 ноября     | Краснодар, Россия       | Баскет-Холл               | За 5 месяцев до выступления группы в Краснодаре местное отделение партии «Коммунисты России» потребовали запретить концерт и проверить тексты песен группы на предмет педофилии и сепаратизма. |
| 19 ноября     | Санкт-Петербург, Россия | Ледовый дворец            | На разогреве выступала молодая певица, участница программы «Голос» Влада Чупрова. Певица вышла на сцену в образе, очень похожем на образ Мари Фредрикссон в начале её карьеры. На концерте не была исполнена песня «Perfect Day». Как и в Екатеринбурге, на представлении музыкантов была исполнена «Песня о медведях» из фильма «Кавказская пленница». |
| 21 ноября     | Москва, Россия          | Крокус сити холл          | Почти все из 10 000 билетов на концерт были распроданы. |
| 23 ноября     | Таллин, Эстония         | Саку Суурхалль            | На разогреве выступала финская группа Costello. |
| 25 ноября     | Каунас, Литва           | Жальгирис-Арена           | На разогреве выступала финская группа Costello. Во время исполнения песни «The Big L.» Мари Фредрикссон упала на пол сцены. Подбежавшие техник и бэк-вокалистка помогли ей подняться и принесли стул. На следующий день Пер Гессле в официальном фейсбуке группы рассказал, что певица из-за перенесённого заболевания почти не видит правым глазом и слаба на правую ногу, поэтому она не заметила кабель от микрофона и просто споткнулась, её здоровью ничто не угрожает. Об этом инциденте, однако, написали многие литовские СМИ. |
| 28 ноября     | Хельсинки, Финляндия    | Хартвалл Арена            | На разогреве выступала финская группа Costello. |
| 29 ноября     | Турку, Финляндия        | HK Arena                  | Финская пресса сообщает о 5 000 зрителях. На разогреве выступала финская группа Costello. После исполнения песни «Listen to Your Heart» гитарист группы Кристофер Лундквист сыграл отрывок из песни The Beatles «Tomorrow Never Knows» в знак того, что творчество ливерпульской четверки оказало влияние на творчество музыкантов Roxette. На представлении музыкантов он исполнил «Säkkijärven polka». |

### 2015 год
Новости о выступлении Roxette в Австралии с крайним воодушевлением восприняла местная пресса. Статьи о концертах, которые состоятся только через 9 месяцев написали газеты Daily Telegraph, The Advertiser, Herald Sun, Perth Now и Courier Mail.

#### Зима
Специально для австралийской части тура были изготовлены особые медиаторы, с помощью которых музыканты играли на следующих концертах.
| Дата концерта | Город/страна             | Арена                         | Примечания |
| ------------- | ------------------------ | ----------------------------- | --- |
| 7 февраля     | Окленд, Новая Зеландия   | Вектор Арена                  | 6 000 зрителей. Это первый концерт Roxette в Новой Зеландии за всё время существования группы. Впервые за время данного тура был представлен новый дизайн декораций сцены. В списке песен появились «Crush on You», «Almost Unreal» и «Paint». После концертов Пер Гессле посетил Хоббитон, где снимали кинотрилогию «Властелин Колец». |
| 10 февраля    | Брисбен, Австралия       | Brisbane Entertainment Centre | После окончания своего выступления, Пер Гессле и гитарист Кристофер Лундквист посетили в качестве зрителей концерт группы One Direction. |
| 14 февраля    | Перт, Австралия          | Perth Arena                   | |
| 17 февраля    | Аделаида, Австралия      | Adelaide Entertainment Centre | |
| 20 февраля    | Мельбурн, Австралия      | Арена Рода Лейвера            | |
| 21 февраля    | Долина Ярра, Австралия   | Rochford Wines                | Sold out. Выступление на фестивале «A Day on the Green». На разогреве выступает группа Boom Crash Opera. |
| 23 февраля    | Вуллонгонг, Австралия    | WIN Entertainment Centre      | |
| 27 февраля    | Сидней, Австралия        | Qantas Credit Union Arena     | |
| 28 февраля    | Долина Хантер, Австралия | Bimbagden Winery              | Sold out. Выступление на фестивале «A Day on the Green» |

#### Весна
| Дата концерта | Город/страна          | Арена                 | Примечания                                                         |
| ------------- | --------------------- | --------------------- | ------------------------------------------------------------------ |
| 10 мая        | Милан, Италия         | Театр Арчимбольди     | Билеты на концерт распроданы полностью в начале февраля 2015 года. |
| 13 мая        | Мадрид, Испания       | Palacio Vistalegre    |                                                                    |
| 14 мая        | Барселона, Испания    | Sant Jordi Club       |                                                                    |
| 17 мая        | Бухарест, Румыния     | Arenele Romane        |                                                                    |
| 19 мая        | Будапешт, Венгрия     | Budapest Sports Arena |                                                                    |
| 21 мая        | Прага, Чехия          | O2 Арена              |                                                                    |
| 23 мая        | Еллинг, Дания         | Jelling Festival      |                                                                    |
| 26 мая        | Париж, Франция        | Олимпия               |                                                                    |
| 27 мая        | Амстердам, Нидерланды | HMH                   |                                                                    |
| 29 мая        | Антверпен, Бельгия    | Lotto Arena           |                                                                    |

#### Лето
| Дата концерта | Город/страна                 | Арена              | Примечания |
| ------------- | ---------------------------- | ------------------ | --- |
| 1 июня        | Дублин, Ирландия             | The O2 Arena       | |
| 13 июня       | Тронхейм, Норвегия           | Sverresborg        | Билеты на концерт были полностью распроданы ещё до окончания 2014 года.                                                        |
| 15 июня       | Острава, Чехия               | Cez Arena          | |
| 17 июня       | София, Болгария              | Armeec Arena       | |
| 22 июня       | Варшава, Польша              | Torwar             | |
| 24 июня       | Кёльн, Германия              | Ланксесс-Арена     | |
| 25 июня       | Гамбург, Германия            | O2 World           | |
| 27 июня       | Берлин, Германия             | O2 World           | |
| 28 июня       | Дрезден, Германия            | Elbufer            | |
| 30 июня       | Маннгейм, Германия           | САП-Арена          | |
| 2 июля        | Штутгарт, Германия           | Porsche-Arena      | |
| 3 июля        | Бад-Киссинген, Германия      | Luitpold Park      | |
| 5 июля        | Майнц, Германия              | Nordmole           | |
| 7 июля        | Мюнхен, Германия             | Olympiahalle       | |
| 8 июля        | Вена, Австрия                | Stadthalle         | |
| 10 июля       | Локарно, Швейцария           | Moon&Stars         | |
| 11 июля       | Цюрих, Швейцария             | Live at Sunset     | |
| 13 июля       | Лондон, Великобритания       | O2 Arena           | |
| 18 июля       | Кальмар, Швеция              | Fredrikskans       | |
| 22 июля       | Хальмстад, Швеция            | Эрьянс Валль       | |
| 24 июля       | Гётеборг, Швеция             | Slottskogen        | |
| 25 июля       | Стокгольм, Швеция            | Sjöhistoriska      | |
| 6-7-8 августа | Клаксвуйк, Фарерские острова | Летний фестиваль   | Группа станет одним из главных хедлайнеров фестиваля. Пока точно не известно в какой из трёх дней пройдет выступление Roxette. |
| 15 августа    | Вааса, Финляндия             | Wasa Open Air 2015 | На разогреве выступает группа Alphaville.                                                                                      |
| 22 августа    | Драммен, Норвегия            | Elvefestivalen     | |

## Список песен
Список песен по первому концерту тура:
1. Sleeping In My Car
2. The Big L!
3. Stars
4. Spending My Time
5. Crash! Boom! Bang!
6. Real Sugar**
7. She’s Got Nothing On (But The Radio)
8. The Heart Shaped Sea**
9. Perfect Day
10. Watercolours In The Rain
11. Fading Like A Flower
12. How Do You Do!
13. 7Twenty7
14. It Must Have Been Love
15. Dressed For Success
16. Dangerous
17. Joyride
18. Listen To Your Heart
19. The Look
20. Queen of Rain**

- -  — песни, не исполнявшиеся во время предыдущего тура, «новые» для нынешнего тура

## Критика выступлений и отзывы в прессе
- После выступления в Хельсинки финская газета «Iltalehti» назвала концерт группы «праздником музыки», а автора песен Пера Гессле «волшебником».[15]

## Интересные факты
- Так как за пару дней до начала тура менеджментом коллектива было обозначено, что он продлится два года и будет приурочен к 30-летию коллектива, сайт Daily Roxette предложил отмечать сообщения в интернете, касающиеся этого тура хештегом #roxxxette, в котором буква «х» фигурирует три раза, намекая на римскую цифру «30».[16]
- Между городами России, а также по Европе, музыканты перемещались на арендованном самолете марки Bombardier Challenger 604 с бортовым номером OH-WIC. Интересно в этом случае то, что номер самолета перекликается с песней Roxette «Wish I Could Fly» (припев: «…Oh, wish I could fly…») по первым буквам слов. На этом же самолёте (с этим же бортовым номером) музыканты посещали Россию в 2010 году во время очередных гастролей.
- Екатеринбургская «Наша Газета» сообщила, что музыканты попросили в гримёрку на время концерта в городе «пару бутылок пива и ковёр».[17]